# Alexandros Tziolīs
Alexandros Tziolīs (in greco: Αλέξανδρος Τζιόλης; Katerini, 13 febbraio 1985) è un ex calciatore greco, di ruolo centrocampista.

## Caratteristiche tecniche
Vertice basso di centrocampo, possente fisicamente ed efficace nel gioco aereo. Pur svolgendo compiti prettamente difensivi, non disdegna il lancio in profondità a cercare il compagno.

## Carriera

### Club
Esordisce nel Panionios nella stagione 2002-2003 e vi rimane fino al 2005, disputando dei buoni campionati. Nel 2004 viene eletto Miglior giovane del campionato greco.
Nel 2005 passa al Panathīnaïkos, allenato da Alberto Malesani; qui rimane fino al 2008. Nel 2007 raggiunge la finale di Coppa di Grecia contro il Larissa.
Nel 2008 passa in prestito al Werder Brema con il quale vince la Coppa di Germania contro il Bayer Leverkusen. Con la squadra tedesca raggiunge il decimo posto e la finale di Coppa UEFA, segnando anche un gol. Nell'estate del 2009, appena vinto il suo primo trofeo al Werder Brema, ritorna al Panathīnaïkos, dove gioca alcune partite del campionato greco poi successivamente vinto dai greci.
Il 29 gennaio 2010 - sotto richiesta di Alberto Malesani, che lo aveva precedentemente allenato in Grecia - viene tesserato dal Siena. Esordisce in Serie A il 7 febbraio contro la Sampdoria da titolare. Lascia il terreno di gioco a inizio ripresa al posto di Ghezzal.
Il 19 agosto 2010 si trasferisce in prestito con diritto di riscatto in Spagna al Racing Santander. A fine stagione non viene riscattato e fa ritorno a Siena, ma il 29 agosto 2011 il club toscano annuncia di aver risolto consensualmente il contratto che li legava fino al giugno 2012.
Il 1º febbraio 2012 viene ufficializzato il suo passaggio a titolo definito al Monaco, club militante nella Ligue 2.
Il 31 agosto 2012 si trasferisce in prestito all'APOEL.
Rescisso il contratto che lo legava al Monaco, il 25 giugno 2013 sigla un contratto triennale con il PAOK

### Nazionale
Debutta con la nazionale maggiore nel 2005, e contribuisce alla qualificazione della Grecia al Mondiale 2010 sotto la guida di Otto Rehhagel.

## Statistiche

### Presenze e reti nei club
Statistiche aggiornate al 23 novembre 2017.
| Stagione                | Squadra                 | Campionato              | Campionato | Campionato | Coppe nazionali | Coppe nazionali | Coppe nazionali | Coppe continentali | Coppe continentali | Coppe continentali | Altre coppe | Altre coppe | Altre coppe | Totale | Totale |
| Stagione                | Squadra                 | Comp                    | Pres       | Reti       | Comp            | Pres            | Reti            | Comp               | Pres               | Reti               | Comp        | Pres        | Reti        | Pres   | Reti   |
| ----------------------- | ----------------------- | ----------------------- | ---------- | ---------- | --------------- | --------------- | --------------- | ------------------ | ------------------ | ------------------ | ----------- | ----------- | ----------- | ------ | ------ |
| 2002-2003               | Panionios               | AE                      | 14         | 0          | CG              | 0               | 0               | -                  | -                  | -                  | -           | -           | -           | 14     | 0      |
| 2003-2004               | Panionios               | AE                      | 21         | 3          | CG              | 0               | 0               | CU                 | 1                  | 0                  | -           | -           | -           | 22     | 3      |
| 2004-2005               | Panionios               | AE                      | 28         | 0          | CG              | 0               | 0               | CU                 | 4                  | 0                  | -           | -           | -           | 32     | 0      |
| Totale Panionios        | Totale Panionios        | Totale Panionios        | 63         | 3          |                 | 0               | 0               |                    | 5                  | 0                  |             | -           | -           | 68     | 3      |
| 2005-2006               | Panathinaikos           | AE                      | 21         | 1          | CG              | 0               | 0               | UCL                | 4                  | 0                  | -           | -           | -           | 25     | 1      |
| 2006-2007               | Panathinaikos           | SL                      | 24         | 2          | CG              | 6               | 1               | CU                 | 7                  | 0                  | -           | -           | -           | 37     | 3      |
| 2007-2008               | Panathinaikos           | SL                      | 27+4       | 2          | CG              | 0               | 0               | CU                 | 8                  | 0                  | -           | -           | -           | 39     | 2      |
| 2008-gen. 2009          | Panathinaikos           | SL                      | 10         | 0          | CG              | 1               | 0               | UCL                | 5                  | 1                  | -           | -           | -           | 16     | 1      |
| gen.-giu. 2009          | Werder Brema            | BL                      | 15         | 1          | CG              | 4               | 0               | CU                 | 8                  | 0                  | -           | -           | -           | 27     | 1      |
| 2009-gen. 2010          | Panathīnaïkos           | SL                      | 2          | 0          | CG              | 1               | 0               | UCL+UEL            | 0                  | 0                  | -           | -           | -           | 3      | 0      |
| Totale Panathinaikos    | Totale Panathinaikos    | Totale Panathinaikos    | 84+4       | 5          |                 | 8               | 1               |                    | 24                 | 1                  |             | -           | -           | 120    | 7      |
| gen.-giu. 2010          | Siena                   | A                       | 13         | 0          | CI              | -               | -               | -                  | -                  | -                  | -           | -           | -           | 13     | 0      |
| 2010-2011               | Racing Santander        | PD                      | 10         | 0          | CR              | 0               | 0               | -                  | -                  | -                  | -           | -           | -           | 10     | 0      |
| 2011-gen. 2012          | Racing Santander        | PD                      | 12         | 0          | CR              | 4               | 1               | -                  | -                  | -                  | -           | -           | -           | 16     | 1      |
| Totale Racing Santander | Totale Racing Santander | Totale Racing Santander | 22         | 0          |                 | 4               | 1               |                    | -                  | -                  |             | -           | -           | 26     | 1      |
| gen.-giu. 2012          | Monaco                  | L2                      | 3          | 0          | CF+CdL          | -               | -               | -                  | -                  | -                  | -           | -           | -           | 3      | 0      |
| 2012-2013               | APOEL                   | AK                      | 25+5       | 0          | CC              | 3               | 0               | UEL                | -                  | -                  | -           | -           | -           | 33     | 0      |
| 2013-gen. 2014          | PAOK                    | SL                      | 19         | 1          | CG              | 1               | 0               | UCL+UEL            | 4+6                | 0                  | -           | -           | -           | 30     | 1      |
| gen.-giu. 2014          | Kayserispor             | SL                      | 15         | 0          | TK              | -               | -               | -                  | -                  | -                  | -           | -           | -           | 15     | 0      |
| 2014-2015               | PAOK                    | SL                      | 20+5       | 0          | CG              | 2               | 1               | UEL                | 7                  | 0                  | -           | -           | -           | 34     | 1      |
| 2015-2016               | PAOK                    | SL                      | 27+5       | 2          | CG              | 3               | 0               | UEL                | 11                 | 0                  | -           | -           | -           | 46     | 2      |
| 2016-gen. 2017          | PAOK                    | SL                      | 0          | 0          | CG              | 0               | 0               | UCL                | 1                  | 0                  | -           | -           | -           | 1      | 0      |
| Totale PAOK             | Totale PAOK             | Totale PAOK             | 66+10      | 3          |                 | 6               | 1               |                    | 29                 | 0                  |             | -           | -           | 111    | 4      |
| gen.-giu. 2017          | Hearts                  | SP                      | 16         | 1          | SC+CdL          | 2+0             | 0               | UEL                | -                  | -                  | -           | -           | -           | 18     | 1      |
| 2017-2018               | Al-Fayha                | SPL                     | 10         | 1          | CCP             | 1               | 0               | -                  | -                  | -                  | -           | -           | -           | 11     | 1      |
| Totale carriera         | Totale carriera         | Totale carriera         | 332+19     | 14         |                 | 28              | 3               |                    | 66                 | 1                  |             | -           | -           | 445    | 18     |

### Cronologia presenze e reti in nazionale
| Cronologia completa delle presenze e delle reti in nazionale ― Grecia | Cronologia completa delle presenze e delle reti in nazionale ― Grecia | Cronologia completa delle presenze e delle reti in nazionale ― Grecia | Cronologia completa delle presenze e delle reti in nazionale ― Grecia | Cronologia completa delle presenze e delle reti in nazionale ― Grecia | Cronologia completa delle presenze e delle reti in nazionale ― Grecia | Cronologia completa delle presenze e delle reti in nazionale ― Grecia | Cronologia completa delle presenze e delle reti in nazionale ― Grecia |
| Data                                                                  | Città                                                                 | In casa                                                               | Risultato                                                             | Ospiti                                                                | Competizione                                                          | Reti                                                                  | Note                                                                  |
| --------------------------------------------------------------------- | --------------------------------------------------------------------- | --------------------------------------------------------------------- | --------------------------------------------------------------------- | --------------------------------------------------------------------- | --------------------------------------------------------------------- | --------------------------------------------------------------------- | --------------------------------------------------------------------- |
| 21-1-2006                                                             | Riad                                                                  | Grecia                                                                | 1 – 1                                                                 | Corea del Sud                                                         | Amichevole                                                            | -                                                                     | 46’ 77’                                                               |
| 15-11-2006                                                            | Saint-Denis                                                           | Francia                                                               | 1 – 0                                                                 | Grecia                                                                | Amichevole                                                            | -                                                                     | 86’                                                                   |
| 22-8-2007                                                             | Salonicco                                                             | Grecia                                                                | 2 – 3                                                                 | Spagna                                                                | Amichevole                                                            | -                                                                     | 78’                                                                   |
| 17-11-2007                                                            | Atene                                                                 | Grecia                                                                | 5 – 0                                                                 | Malta                                                                 | Qual. Euro 2008                                                       | -                                                                     | 70’                                                                   |
| 21-11-2007                                                            | Budapest                                                              | Ungheria                                                              | 1 – 2                                                                 | Grecia                                                                | Qual. Euro 2008                                                       | -                                                                     | 46’                                                                   |
| 5-2-2008                                                              | Strovolos                                                             | Grecia                                                                | 1 – 0                                                                 | Rep. Ceca                                                             | Amichevole                                                            | -                                                                     |                                                                       |
| 26-3-2008                                                             | Düsseldorf                                                            | Grecia                                                                | 2 – 1                                                                 | Portogallo                                                            | Amichevole                                                            | -                                                                     | 77’                                                                   |
| 19-5-2008                                                             | Patrasso                                                              | Grecia                                                                | 2 – 0                                                                 | Cipro                                                                 | Amichevole                                                            | -                                                                     | 46’                                                                   |
| 18-6-2008                                                             | Salisburgo                                                            | Grecia                                                                | 1 – 2                                                                 | Spagna                                                                | Euro 2008 - 1º turno                                                  | -                                                                     | 74’                                                                   |
| 19-11-2008                                                            | Il Pireo                                                              | Grecia                                                                | 1 – 1                                                                 | Italia                                                                | Amichevole                                                            | -                                                                     |                                                                       |
| 11-2-2009                                                             | Il Pireo                                                              | Grecia                                                                | 1 – 1                                                                 | Danimarca                                                             | Amichevole                                                            | -                                                                     |                                                                       |
| 28-3-2009                                                             | Ramat Gan                                                             | Israele                                                               | 1 – 1                                                                 | Grecia                                                                | Qual. Mondiali 2010                                                   | -                                                                     | 88’                                                                   |
| 12-8-2009                                                             | Bydgoszcz                                                             | Polonia                                                               | 2 – 0                                                                 | Grecia                                                                | Amichevole                                                            | -                                                                     | 80’                                                                   |
| 9-9-2009                                                              | Chișinău                                                              | Moldavia                                                              | 1 – 1                                                                 | Grecia                                                                | Qual. Mondiali 2010                                                   | -                                                                     | 15’                                                                   |
| 10-10-2009                                                            | Atene                                                                 | Grecia                                                                | 5 – 2                                                                 | Lettonia                                                              | Qual. Mondiali 2010                                                   | -                                                                     | 46’                                                                   |
| 18-11-2009                                                            | Donec'k                                                               | Ucraina                                                               | 0 – 1                                                                 | Grecia                                                                | Qual. Mondiali 2010                                                   | -                                                                     | 71’                                                                   |
| 3-3-2010                                                              | Volo                                                                  | Grecia                                                                | 0 – 2                                                                 | Senegal                                                               | Amichevole                                                            | -                                                                     |                                                                       |
| 25-5-2010                                                             | Altach                                                                | Corea del Nord                                                        | 2 – 2                                                                 | Grecia                                                                | Amichevole                                                            | -                                                                     |                                                                       |
| 2-6-2010                                                              | Winterthur                                                            | Paraguay                                                              | 2 – 0                                                                 | Grecia                                                                | Amichevole                                                            | -                                                                     |                                                                       |
| 12-6-2010                                                             | Port Elizabeth                                                        | Corea del Sud                                                         | 2 – 0                                                                 | Grecia                                                                | Mondiali 2010 - 1º turno                                              | -                                                                     |                                                                       |
| 17-6-2010                                                             | Bloemfontein                                                          | Nigeria                                                               | 1 – 2                                                                 | Grecia                                                                | Mondiali 2010 - 1º turno                                              | -                                                                     | 59’                                                                   |
| 22-6-2010                                                             | Polokwane                                                             | Argentina                                                             | 2 – 0                                                                 | Grecia                                                                | Mondiali 2010 - 1º turno                                              | -                                                                     |                                                                       |
| 7-9-2010                                                              | Zagabria                                                              | Croazia                                                               | 0 – 0                                                                 | Grecia                                                                | Qual. Euro 2012                                                       | -                                                                     |                                                                       |
| 8-10-2010                                                             | Il Pireo                                                              | Grecia                                                                | 1 – 0                                                                 | Lettonia                                                              | Qual. Euro 2012                                                       | -                                                                     | 90’                                                                   |
| 4-6-2011                                                              | Pireo                                                                 | Grecia                                                                | 3 – 1                                                                 | Malta                                                                 | Qual. Euro 2012                                                       | -                                                                     |                                                                       |
| 8-6-2011                                                              | New York                                                              | Ecuador                                                               | 1 – 1                                                                 | Grecia                                                                | Amichevole                                                            | 1                                                                     |                                                                       |
| 6-9-2011                                                              | Riga                                                                  | Lettonia                                                              | 1 – 1                                                                 | Grecia                                                                | Qual. Euro 2012                                                       | -                                                                     | 46’                                                                   |
| 7-10-2011                                                             | Il Pireo                                                              | Grecia                                                                | 2 – 0                                                                 | Croazia                                                               | Qual. Euro 2012                                                       | -                                                                     | 62’                                                                   |
| 11-10-2011                                                            | Tbilisi                                                               | Georgia                                                               | 1 – 2                                                                 | Grecia                                                                | Qual. Euro 2012                                                       | -                                                                     | 56’                                                                   |
| 11-11-2011                                                            | Il Pireo                                                              | Grecia                                                                | 1 – 1                                                                 | Russia                                                                | Amichevole                                                            | -                                                                     | 56’                                                                   |
| 15-11-2011                                                            | Altach                                                                | Grecia                                                                | 1 – 3                                                                 | Romania                                                               | Amichevole                                                            | -                                                                     | 50’ 76’                                                               |
| 26-5-2012                                                             | Kufstein                                                              | Grecia                                                                | 1 – 1                                                                 | Slovenia                                                              | Amichevole                                                            | -                                                                     | 23’                                                                   |
| 15-8-2012                                                             | Oslo                                                                  | Norvegia                                                              | 2 – 3                                                                 | Grecia                                                                | Amichevole                                                            | -                                                                     | 41’ 81’                                                               |
| 7-9-2012                                                              | Riga                                                                  | Lettonia                                                              | 1 – 2                                                                 | Grecia                                                                | Qual. Mondiali 2014                                                   | -                                                                     | 58’                                                                   |
| 11-9-2012                                                             | Il Pireo                                                              | Grecia                                                                | 2 – 0                                                                 | Lituania                                                              | Qual. Mondiali 2014                                                   | -                                                                     |                                                                       |
| 12-10-2012                                                            | Il Pireo                                                              | Grecia                                                                | 0 – 0                                                                 | Bosnia ed Erzegovina                                                  | Qual. Mondiali 2014                                                   | -                                                                     |                                                                       |
| 16-10-2012                                                            | Bratislava                                                            | Slovacchia                                                            | 0 – 1                                                                 | Grecia                                                                | Qual. Mondiali 2014                                                   | -                                                                     |                                                                       |
| 14-11-2012                                                            | Dublino                                                               | Irlanda                                                               | 0 – 1                                                                 | Grecia                                                                | Amichevole                                                            | -                                                                     |                                                                       |
| 6-2-2013                                                              | Il Pireo                                                              | Grecia                                                                | 0 – 0                                                                 | Svizzera                                                              | Amichevole                                                            | -                                                                     | 46’                                                                   |
| 22-3-2013                                                             | Zenica                                                                | Bosnia ed Erzegovina                                                  | 3 – 1                                                                 | Grecia                                                                | Qual. Mondiali 2014                                                   | -                                                                     | 58’                                                                   |
| 7-6-2013                                                              | Vilnius                                                               | Lituania                                                              | 0 – 1                                                                 | Grecia                                                                | Qual. Mondiali 2014                                                   | -                                                                     | 85’                                                                   |
| 14-8-2013                                                             | Wals-Siezenheim                                                       | Austria                                                               | 0 – 2                                                                 | Grecia                                                                | Amichevole                                                            | -                                                                     | 62’                                                                   |
| 11-10-2013                                                            | Atene                                                                 | Grecia                                                                | 1 – 0                                                                 | Slovacchia                                                            | Qual. Mondiali 2014                                                   | -                                                                     |                                                                       |
| 15-10-2013                                                            | Il Pireo                                                              | Grecia                                                                | 2 – 0                                                                 | Liechtenstein                                                         | Qual. Mondiali 2014                                                   | -                                                                     |                                                                       |
| 15-11-2013                                                            | Atene                                                                 | Grecia                                                                | 3 – 1                                                                 | Romania                                                               | Qual. Mondiali 2014                                                   | -                                                                     |                                                                       |
| 19-11-2013                                                            | Bucarest                                                              | Romania                                                               | 1 – 1                                                                 | Grecia                                                                | Qual. Mondiali 2014                                                   | -                                                                     | 89’                                                                   |
| 5-3-2014                                                              | Atene                                                                 | Grecia                                                                | 0 – 2                                                                 | Corea del Sud                                                         | Amichevole                                                            | -                                                                     | 59’                                                                   |
| 31-5-2014                                                             | Oeiras                                                                | Portogallo                                                            | 0 – 0                                                                 | Grecia                                                                | Amichevole                                                            | -                                                                     | 46’                                                                   |
| 3-6-2014                                                              | Chester                                                               | Nigeria                                                               | 0 – 0                                                                 | Grecia                                                                | Amichevole                                                            | -                                                                     | 63’                                                                   |
| 18-11-2014                                                            | La Canea                                                              | Grecia                                                                | 0 – 2                                                                 | Serbia                                                                | Amichevole                                                            | -                                                                     | 64’                                                                   |
| 16-6-2015                                                             | Danzica                                                               | Polonia                                                               | 0 – 0                                                                 | Grecia                                                                | Amichevole                                                            | -                                                                     |                                                                       |
| 4-9-2015                                                              | Il Pireo                                                              | Grecia                                                                | 0 – 1                                                                 | Finlandia                                                             | Qual. Euro 2016                                                       | -                                                                     |                                                                       |
| 7-9-2015                                                              | Bucarest                                                              | Romania                                                               | 0 – 0                                                                 | Grecia                                                                | Qual. Euro 2016                                                       | -                                                                     |                                                                       |
| 8-10-2015                                                             | Belfast                                                               | Irlanda del Nord                                                      | 3 – 1                                                                 | Grecia                                                                | Qual. Euro 2016                                                       | -                                                                     |                                                                       |
| 13-11-2015                                                            | Lussemburgo                                                           | Lussemburgo                                                           | 1 – 0                                                                 | Grecia                                                                | Amichevole                                                            | -                                                                     | 46’                                                                   |
| 17-11-2015                                                            | Istanbul                                                              | Turchia                                                               | 0 – 0                                                                 | Grecia                                                                | Amichevole                                                            | -                                                                     |                                                                       |
| 24-3-2016                                                             | Atene                                                                 | Grecia                                                                | 2 – 1                                                                 | Montenegro                                                            | Amichevole                                                            | -                                                                     | 85’                                                                   |
| 29-3-2016                                                             | Atene                                                                 | Grecia                                                                | 2 – 3                                                                 | Islanda                                                               | Amichevole                                                            | -                                                                     |                                                                       |
| 7-6-2016                                                              | Sydney                                                                | Australia                                                             | 1 – 2                                                                 | Grecia                                                                | Amichevole                                                            | -                                                                     | 70’                                                                   |
| 6-9-2016                                                              | Faro                                                                  | Gibilterra                                                            | 1 – 4                                                                 | Grecia                                                                | Qual. Mondiali 2018                                                   | -                                                                     | 71’                                                                   |
| 10-10-2016                                                            | Tallinn                                                               | Estonia                                                               | 0 – 2                                                                 | Grecia                                                                | Qual. Mondiali 2018                                                   | -                                                                     | 87’                                                                   |
| 9-11-2016                                                             | Atene                                                                 | Grecia                                                                | 0 – 1                                                                 | Bielorussia                                                           | Amichevole                                                            | -                                                                     | cap.                                                                  |
| 25-3-2017                                                             | Bruxelles                                                             | Belgio                                                                | 1 – 1                                                                 | Grecia                                                                | Qual. Mondiali 2018                                                   | -                                                                     | 67’                                                                   |
| 9-6-2017                                                              | Zenica                                                                | Bosnia ed Erzegovina                                                  | 0 – 0                                                                 | Grecia                                                                | Qual. Mondiali 2018                                                   | -                                                                     |                                                                       |
| 31-8-2017                                                             | Atene                                                                 | Grecia                                                                | 0 – 0                                                                 | Estonia                                                               | Qual. Mondiali 2018                                                   | -                                                                     | cap.                                                                  |
| 3-9-2017                                                              | Atene                                                                 | Grecia                                                                | 1 – 2                                                                 | Belgio                                                                | Qual. Mondiali 2018                                                   | -                                                                     |                                                                       |
| 7-10-2017                                                             | Nicosia                                                               | Cipro                                                                 | 1 – 2                                                                 | Grecia                                                                | Qual. Mondiali 2018                                                   | 1                                                                     |                                                                       |
| 10-10-2017                                                            | Atene                                                                 | Grecia                                                                | 4 – 0                                                                 | Gibilterra                                                            | Qual. Mondiali 2018                                                   | -                                                                     | 68’                                                                   |
| 9-11-2017                                                             | Zagabria                                                              | Croazia                                                               | 4 – 1                                                                 | Grecia                                                                | Qual. Mondiali 2018                                                   | -                                                                     |                                                                       |
| 12-11-2017                                                            | Atene                                                                 | Grecia                                                                | 0 – 0                                                                 | Croazia                                                               | Qual. Mondiali 2018                                                   | -                                                                     |                                                                       |
| 27-3-2018                                                             | Zurigo                                                                | Egitto                                                                | 0 – 1                                                                 | Grecia                                                                | Amichevole                                                            | -                                                                     | cap.                                                                  |
| 15-5-2018                                                             | Siviglia                                                              | Arabia Saudita                                                        | 2 – 0                                                                 | Grecia                                                                | Amichevole                                                            | -                                                                     | cap. 71’                                                              |
| 8-9-2018                                                              | Tallinn                                                               | Estonia                                                               | 0 – 1                                                                 | Grecia                                                                | UEFA Nations League 2018-2019 - 1º turno                              | -                                                                     | 78’                                                                   |
| 12-10-2018                                                            | Atene                                                                 | Grecia                                                                | 1 – 0                                                                 | Ungheria                                                              | UEFA Nations League 2018-2019 - 1º turno                              | -                                                                     | 46’                                                                   |
| 15-10-2018                                                            | Helsinki                                                              | Finlandia                                                             | 2 – 0                                                                 | Grecia                                                                | UEFA Nations League 2018-2019 - 1º turno                              | -                                                                     |                                                                       |
| Totale                                                                |                                                                       | Presenze                                                              | 75                                                                    |                                                                       | Reti                                                                  | 2                                                                     |                                                                       |

## Palmarès

### Club

#### Competizioni nazionali
- Coppa di Germania: 1

Werder Brema: 2008-2009
- Campionato cipriota: 1

APOEL: 2012-2013